# إدوين بيكر
إدوين بيكر هو عسكري كندي، ولد في 9 يناير 1893 في Collins Bay, Ontario ‏ في كندا، وتوفي في 7 أبريل 1968.